# Judea en Samaria (district)
Het district Judea en Samaria (Hebreeuws: אֵזוֹר יְהוּדָה וְשׁוֹמְרוֹן, Ezor Yehuda VeShomron; Arabisch: يهودا والسامرة, Yahuda was-Sāmerah) is een door Israël bezet Palestijns gebied, dat de Westelijke Jordaanoever exclusief Oost-Jeruzalem omvat. 
Hoewel de Westoever, inclusief Oost-Jeruzalem, internationaal niet als soeverein Israëlisch gebied wordt erkend (en daarom algemeen wordt aangeduid als de bezette Palestijnse gebieden), is het tegen alle internationale wetgeving in in de gegevens van het Israëlisch Centraal Bureau voor de Statistiek als district opgenomen, om de daar illegaal gevestigde Israëlische nederzettingen bestuurlijk in te kaderen. Eind 2019 woonden in dit gebied circa 442.000 kolonisten in 127 nederzettingen.
Israël kent daarnaast nog zes andere administratieve hoofddistricten. De kolonisten in Oost-Jeruzalem zijn door Israël ingedeeld bij het district Jeruzalem. Het ICBS publiceert alleen totaalcijfers van het aantal inwoners van dat district, zodat het aantal illegale kolonisten in Oost-Jeruzalem er niet uit kan worden berekend.

## Achtergrond

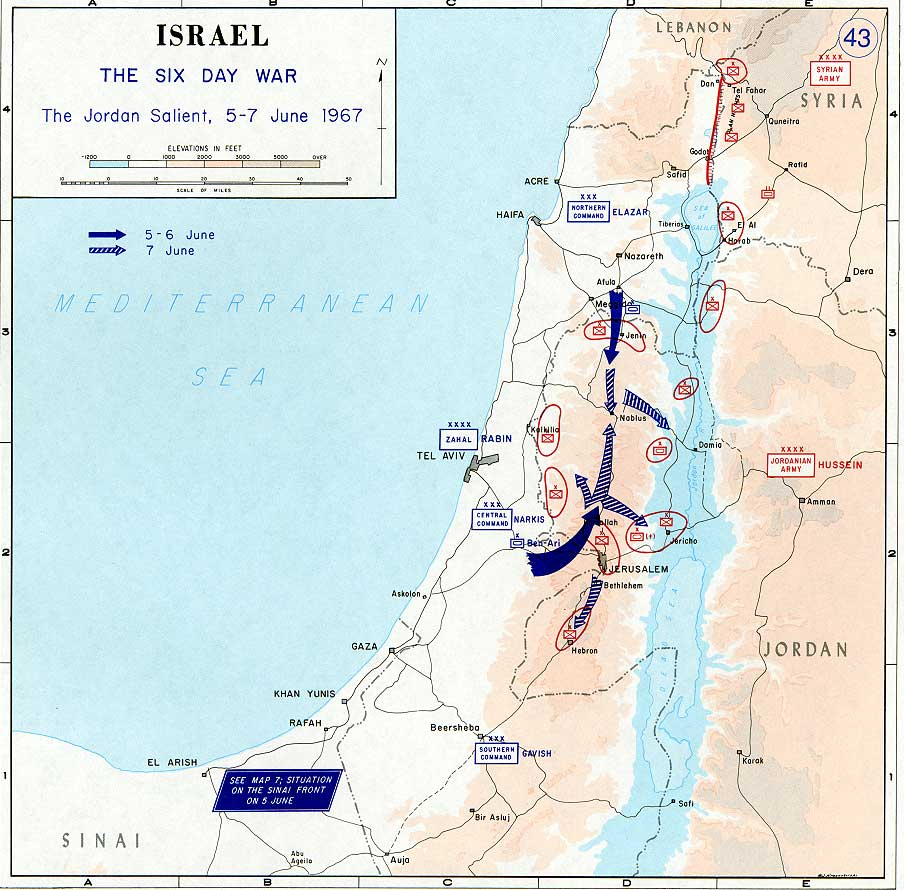
Een versimpeld schema van de Israëlische opmars in juni 1967

Tijdens de Zesdaagse Oorlog van juni 1967 werd de Westelijke Jordaanoever door Israël veroverd op Jordanië. In de loop der tijd vestigden steeds meer Joodse Israëli's zich in dit gebied. De bouw van nederzettingen in bezet gebied is door de VN-Veiligheidsraad in resolutie 446 van maart 1979 illegaal verklaard. Sinds de Akkoorden van Oslo van 1993 kan elke formalisering van het district Judea en Samaria bovendien worden opgevat als de schending van de territoriale integriteit van de (toekomstige) staat Palestina.
In januari 2010 verklaarde premier Benjamin Netanyahu samen met vooraanstaande personen uit zijn regeringscoalitie Ariël tot de "hoofdstad van Samaria", en een integraal onderdeel van Israël.

## Lijst van nederzettingen
In het district Judea en Samaria zijn vier (stadsraden) gevormd; verder lokale raden en regionale raden.
| Stadsraden                                             | Lokale raden | Regionale raden                                                                  |
| ------------------------------------------------------ | --- | -------------------------------------------------------------------------------- |
| - Ariël - Betar Illit - Ma'ale Adoemim - Modi'in Illit | - Alfei Menasheh - Beit Aryeh-Ofarim - Beit El - Efrat - Elkana - Givat Ze'ev - Har Adar - Immanuel - Karnei Shomron - Kedumim - Kiryat Arba - Ma'ale Efraim - Oranit | - Goesj Etsion - Har Hebron - Mateh Binyamin - Megilot - Shomron - Jordaanvallei |

Noord · Haifa · Centrum · Tel Aviv · Jeruzalem · Zuid · 
Judea en Samaria (informeel)